# Антонівська сільська рада (Новоодеський район)
Анто́нівська сільська́ ра́да — орган місцевого самоврядування в Новоодеському районі Миколаївської області. Адміністративний центр — село Антонівка.

## Загальні відомості
- Населення ради: 890 осіб (станом на 2001 рік)

## Населені пункти
Сільській раді були підпорядковані населені пункти:
- с. Антонівка
- с. Веселе
- с. Карлівка
- с. Київське
- с. Олександрівка
- с. Остапівка

## Склад ради
Рада складалася з 14 депутатів та голови.
- Голова ради: Коротчук Ігор Іванович
- Секретар ради: Ткаленко Тетяна Степанівна

### Керівний склад попередніх скликань
| Прізвище, ім'я, по батькові | Основні відомості                                                         | Дата обрання | Дата звільнення |
| --------------------------- | ------------------------------------------------------------------------- | ------------ | --------------- |
| Коротчук Ігор Іванович      | Сільський голова, 1958 року народження, освіта вища, член Партії регіонів | 26.03.2006   | 31.10.2010      |
| Коротчук Ігор Іванович      | Сільський голова, 1958 року народження, освіта вища, член Партії регіонів | 31.10.2010   |                 |

Примітка: таблиця складена за даними сайту Верховної Ради України

## Населення
Згідно з переписом УРСР 1989 року чисельність наявного населення сільської ради становила 913 осіб, з яких 424 чоловіки та 489 жінок.
За переписом населення України 2001 року в сільській раді мешкало 890 осіб.

### Мова
Розподіл населення за рідною мовою за даними перепису 2001 року:
| Мова       | Відсоток |
| ---------- | -------- |
| українська | 96,74 %  |
| російська  | 2,47 %   |
| молдовська | 0,79 %   |